# Иван Николаев
Иван Николаев е български учител и революционер, деец на Вътрешната македоно-одринска революционна организация.

## Биография
Иван Николаев е роден около 1885 година в Пловдив. По професия е учител и дълго време преподава в Македония. Четник е на Стефан Димитров и на Димитър Кирлиев, както и на Христо Цветков. През 1906 година е секретар на четата на войвода Стамен Темелков, която действа в Радовишко и Струмишко до Младотурската революция. След Хуриета Иван Николаев се легализира и учителства в села в Костурско и Струмишко.
Иван Николаев участва във възстановяването на ВМОРО през 1910 година от Тодор Александров. Минава в нелегалност и е определен за районен войвода в Струмишко. В четата му е Спиро Дильов като инструктор по бойните вещества.
В Балканската война оглавява чета на ВМОРО в Струмишко, но на 20 октомври 1912 година при Ново село е убит от войводата на Върховния комитет Кочо Хаджиманов, с когото има стара вражда. Автор е на мемоарната книга „Горски царе. Спомени от македонската революция през 1907 г.“